# Bertrand IV. de La Tour
Bertrand IV. de La Tour (* nach 1353; † 1423 nach 23. September) war ein französischer Adliger.
Die Verwandtschaft seiner Mutter und seine Ehe standen am Anfang des Aufstiegs seiner Familie, des Hauses La Tour d’Auvergne zu nationaler Bedeutung. Er selbst war Seigneur de La Tour.

## Leben
Er war der Sohn von Guy, Seigneur de La Tour († 1375), und Mathe Roger de Beaufort (1353–1435 bezeugt), Tochter von Guillaume II. Roger, Seigneur de Beaufort-en-Vallée, und Marie de Chambon; Mathe Roger war die Nichte des Papstes Clemens VI., und Schwester des Papstes Gregor XI. Er wird im Jahr 1375 erstmals erwähnt.
Bertrand IV. de La Tour heiratete per Ehevertrag vom 11. Januar 1389 Marie de Montgascon, 1416 Comtesse d’Auvergne et de Boulogne († 7. August 1437), Tochter und Erbin von Godefroy d’Auvergne, genannt de Boulogne, Seigneur de Montga(s)con († 1384/85), und Jeanne de Ventadour. Ihre Kinder waren:
- Bertrand V. († 20. oder 27. März 1461), Seigneur de La Tour, 1438 Comte d’Auvergne et de Boulogne, Seigneur de Montgascon; ⚭ 1416 Jacquette du Peschin († 21. September 1473), Erbtochter von Louis du Peschin und Ysoul de Sully
- Jeanne († vor 1416); ⚭ 1409 Béraud III., Comte de Clermont, Dauphin d’Auvergne (Haus Auvergne)
- Isabelle; ⚭ (Ehevertrag 12. September 1419) Louis Armand de Chalençon, Vicomte de Polignac, Baron de Chalencon, testiert 19. August 1452 (Haus Chalencon)
- Louise († 14. Juni 1471); ⚭ (1) 26. Februar 1431;[1] Barthelémy de Clermont, genannt Tristan, Conte di Copertino und Seigneur de Clermont-Lodève († 3. Januar 1441) (Guilhem de Clermont-Lodève); ⚭ (2) (Ehevertrag 22. Februar 1433) Claude de Montaigu, Seigneur de Couches, d’Époisses etc., Ritter im Orden vom Goldenen Vlies († 1471) (Älteres Haus Burgund)